# 赫斯珀里亚纪
赫斯珀里亚纪（Hesperian）是火星的一个地质系统和地质年代，其特征为大规模的火山活动和灾难性洪泛，在火星表面蚀刻出巨大的溢出河道。赫斯珀里亚也是火星历史的中间和过渡时期。在此期间，火星从诺亚纪温暖、湿润的世界变成了今天所看到的干燥、寒冷且多尘的星球。赫斯珀里亚时期的绝对年龄尚不清楚，该时期可能起始于后期重轰炸期结束之后，约对应于37亿年前月球晚雨海世初期，而它的结束期则更不确定，可能在32亿到20亿年前之间，常引用30亿年前，赫斯珀里亚纪与地球早期太古宙大致重合。
随着诺亚纪末期重大撞击的减少，火山活动成为火星上主要的地质作用过程，产生了广袤的洪流玄武岩平原和宽广的火山构造（高原火山口） 。到赫斯珀里亚时代，火星上包括奥林帕斯山在内的所有大型盾状火山都已开始形成，火山释气向大气层排放了大量的二氧化硫(SO2)和硫化氢(H2S)，导致风化类型从占主导的页硅酸盐（粘土）转变为硫酸盐矿物。液态水在与二氧化硫和硫化氢作用形成硫酸后变得更本土化，且酸性更强。
到晚赫斯珀里亚世开始，大气层可能已变薄到目前的密度。随着行星的冷却，储存在上地壳（粗表岩屑）中的地下水开始冻结，形成一层厚厚的冰冻层，覆盖在更深的液态水区域之上。随后的火山或构造活动偶尔会打破冰冻层，将大量深层地下水释放到地表，冲刷出巨大的溢出河道。这些水大部分流入到北半球，可能在那里汇集起来，形成巨大的临时湖泊或冰封的海洋。

## 描述和名称来源
“赫斯珀里亚”系和“赫斯珀里亚”纪以赫斯珀利亚高原之名命名，这是希腊盆地东北部一处中度坑洼的高地区。赫斯珀里亚系的典型地貌区位于第勒尼安海区(MC-22)南纬20度、西经245度附近。该地区由连绵起伏的风纹平原构成，分布着大量与月海上相似的皱脊。这些“脊状平原”被解释为从裂缝中喷发的玄武质熔岩流（洪流玄武岩）；大型撞击坑密度适中，每百万公里2约有125-200座直径大于5公里的撞击坑，赫斯珀里亚时代的脊状平原覆盖了大约30%的火星表面，它们在赫斯珀利亚高原、大瑟提斯高原、卢娜高原、马莱阿高原以及塔尔西斯南部的叙利亚-太阳-西奈高原最为突出。

## 赫斯珀里亚年代和地层

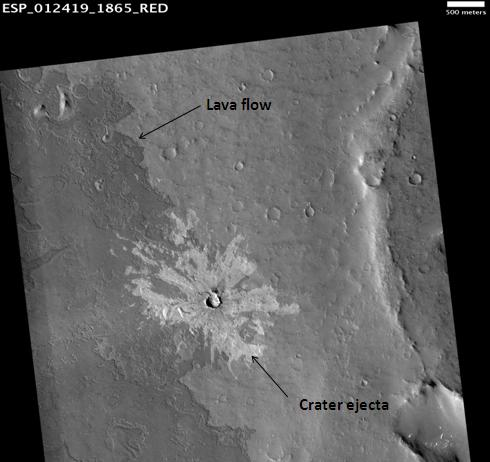
显示了叠加关系的高分辨率成像科学设备图像，让地质学家得以确定地表单元的相对年龄的。深色的熔岩流（更年轻）叠压在右侧浅色、更坑洼的地形（更古老的熔岩流？）之上，中间陨石坑的喷出物覆盖了两侧单元，表明陨石坑是该图像中最年轻的特征（请参见右侧的横截面示意图）。

火星的时间周期是基于探测器图像对地表单元的地质测绘而划分。地表单元是一种具有独特质地、色泽、反照率和光谱特性的地形，或一组与其他地表单元相区别的地表形态，且范围大到足以显示在地图上。制图员使用20世纪60年代早期开创的地层学方法对月球进行了摄影地质研究。尽管基于表面特征，但表面单元不是地表本身或地形组，它是一种“推断”的地质单元（如组），表示地表下片状、楔状或板状岩体。地表单元可以是撞击坑喷出沉积物、熔岩流或任何可在三维空间中表示为一层由上下相邻单元限定的离散地层（如右图所示）。利用叠加（如左图所示）、横切关系和撞击坑密度与年龄关系等原理，地质学家可将这些单元按最古老到最年轻的相对年龄顺序进行排序。相似年龄的单位在全球范围内被划分为更大的时间地层（年代地层）单位，称为系。对于火星，定义了三种系：诺亚系、赫斯珀里亚系和亚马逊系，位于（早于）诺亚系之下的地质单元（更古老）被非正式地指定为前诺亚系。相当于赫斯珀里亚系的地质时间（地质年代）是赫斯珀里亚纪，赫斯珀里亚系的岩石或地表单元形成或沉积于赫斯珀里亚纪期间。

### 系统与周期
| 编 史地质年代学和地层学单位 |                        |                                       |
| 年代地层学中的岩（岩层）段  | 地质年代学中的时间跨度 | 备注（火星）                          |
| 宇                          | 宙                     | 不用于火星。                          |
| 界                          | 代                     | 不用于火星。                          |
| 系                          | 纪                     | 总计3种，长约108至109年。             |
| 统                          | 世                     | 总计8种，长约107至108年。             |
| 阶                          | 期                     | 不用于火星。                          |
| 带                          | 时                     | 小于期/阶；非国际地层委员会所用时标。 |

“系”和“ 纪”在正式地层命名法中是不可互换的，尽管它们在流行读物中经常被混淆。系是一种理想化的地层柱，它基于某一典型区域（典型剖面）的物理岩石记录，这一记录与全球许多不同位置的岩石剖面相关联。一种系与上下相邻的边界地层有明显不同的特征（在地球上，通常是标准化石），表明主要动物群或环境条件发生了显著（通常为突发性的）改变（参见白垩纪-古近纪边界示例）。
在任何地方，给定地层系中的岩石剖面都容易包含空隙（不一致），就像书中的缺页。在某些地方，由于未产生沉积或后来的侵蚀，该系中的岩石完全缺失。例如，美国中东部内陆大部分地区都不存在白垩纪系的岩石，但是，那里肯定仍经历过白垩纪时期。因此，地质时期代表形成该地层系的沉积时段，且包含所有空隙中存在的未知时长。时期以年为单位，由放射性定年确定。在火星上，除了来源于地层背景未知的火星陨石外，无法获得放射性年龄。相反，火星上的绝对年龄是由撞击坑密度决定的，这在很大程度上取决于随时间变化的陨石坑形成模型。因此，火星各时期准确的开始和结束时间都无法确定，尤其是赫斯珀里亚/亚马逊边界，其误差可能达到2或3倍。

### 边界和细分

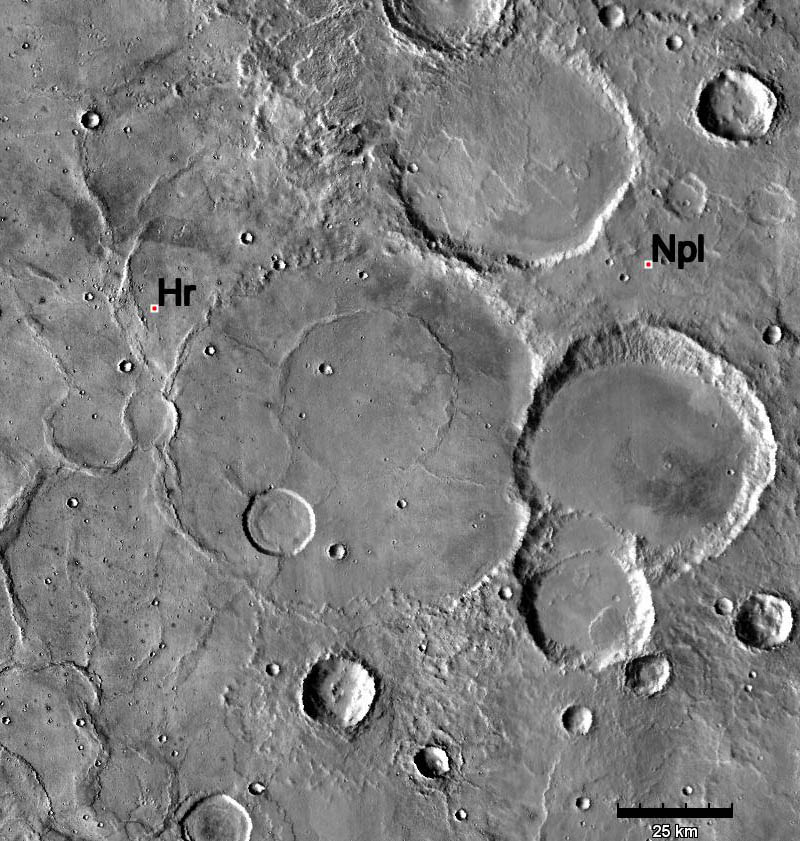
诺亚系和赫斯珀里亚系的地质接触。赫斯珀里亚脊状平原(Hr)围绕并叠压在更古老的诺亚陨坑平原(Npl)上。请注意，脊状平原部分掩埋了许多古老的诺亚时代陨石坑。该图像为热辐射成像系统红外拼接图，类似海盗号拍摄的照片。

赫斯珀里亚系的下边界被定义为以赫斯珀里亚平原为代表，覆盖了火星三分之一表面的脊状平原基底。在赫斯珀里亚平原东部，脊状平原覆盖在早期至中期诺亚世时代坑洼的高原材料上（左图）；赫斯珀里亚系的上边界则更为复杂，根据越来越详细的地质测绘资料，已被多次重新定义。目前，赫斯珀里亚系与更年轻的亚马逊系地层边界被定义为北方大平原地层的基底（右图）。北方大平原是一片辽阔的低洼平原，覆盖了火星北半球的大部分地区，它被普遍诠释为是由源自晚赫斯珀里亚世溢出河道重新改动过的沉积物和可能是覆盖在北方低地盆地上的海洋残余物所构成，而对北方大平原地层的另一种解释是，它由熔岩流所组成。
赫斯珀里亚系被划分为两个年代地层统：下赫斯珀里亚统和上赫斯珀里亚统。统是以“参考物”或行星上显示独特地质事件位置为基础的地表单元，可通过撞击坑年龄和地层所在层位在时间上加以识别。例如，赫斯珀利亚高原就是下赫斯珀里亚统的参考位置 。两个赫斯珀里亚统对应的地质时间（地质年代）单元为早赫斯珀里亚世和晚赫斯珀里亚世。请注意，世是纪的细分，两者在正式地层学中不是同义词。早赫斯珀里亚世/晚赫斯珀里亚世的边界年龄并不确定，根据陨石坑计数，从36亿年前到32亿年前不等，该范围的平均值显示在下面的时间线中。   
地层术语常常让地质学家和非地质学家都感到困惑，解决难题的一种方法是通过以下示例：您可以很轻松地前往俄亥俄州辛辛那提去参观奥陶系上奥陶“统”中的岩石露头，您甚至可以在那里收集到三叶虫化石。但是，您无法访问奥陶“纪”时期的晚奥陶“世”并收集到一只真正的三叶虫。
以地球为基础的正式地层命名方案已成功应用于火星数十年了，但仍有许多缺陷。毫无疑问，随着越来越多更好的数据可用，该方案将会得到进一步的完善或更新。（请参阅下面的矿物学时间表作为替代方案的示例）。为更全面了解火星地质史和年代学，显然有必要从已确认的地表单元获得样品的辐射地质龄。

## 赫斯珀里亚纪时期的火星
在赫斯珀里亚时期，撞击坑形成速率下降，火山活动和洪水泛滥强烈而广泛，火星上许多主要的构造特征就在这一时期形成。庞大的塔尔西斯隆起对地壳施加的重压，在整个西半球产生了一张巨大的延伸断裂网（堑沟）和压缩变形特征（皱脊）。这些压力导致在赫斯珀里亚期间形成了巨大的水手谷赤道峡谷系统；地表的硫酸风化产生出大量硫酸盐矿物，这些矿物在蒸发环境中沉淀，随着行星变得越来越干旱，硫酸盐矿物也越益普遍。赫斯珀里亚纪也是火星地质记录中最早出现冰川活动及冰相关作用证据的时期。

### 撞击坑
正如最初设想的那样，赫斯珀里亚系指的是火星上重轰击结束后形成的最古老表面，因此，赫斯珀里亚系是撞击坑产生速率迅速下降的一段时期，但下降的时间和速度并不确定。月球陨石坑记录表明，诺亚纪（40亿年前）时期，内太阳系的撞击率比今天高出500倍，行星科学家们仍在争论这些高撞击率是否代表行星吸积的尾声或是一段撞击平静期后出现的晚期灾难性脉冲。尽管如此，在赫斯珀里亚纪开始时，撞击速率可能已下降至目前速率的80倍左右，大约7亿年后，到赫斯珀里亚纪末期，该速率开始类似于今天所见。

## 备注和参引
1. ↑  Hartmann, 2003, pp. 33–34.
2. 1 2 3  Carr, M. H.; Head, J. W. . Earth and Planetary Science Letters. 2010, 294 (3–4): 185–203  [2021-09-11]. doi:10.1016/j.epsl.2009.06.042. （原始内容存档于2020-12-21）.
3. 1 2 3 4 5  Tanaka, K. L. . Journal of Geophysical Research. 1986, 91 (B13): E139–E158  [2021-09-11]. Bibcode:1986LPSC...17..139T. doi:10.1029/JB091iB13p0E139. （原始内容存档于2021-12-16）.
4. 1 2 3  Hartmann, W. K.; Neukum, G. . Space Science Reviews. 2001, 96: 165–194. doi:10.1023/A:1011945222010.
5. 1 2 3  Hartmann, W. K. . Icarus. 2005, 174 (2): 294–320. doi:10.1016/j.icarus.2004.11.023.
6. ↑  Greeley, R.; Spudis, P. D. . Reviews of Geophysics. 1981, 19 (1): 13–41. doi:10.1029/RG019i001p00013.
7. ↑  Werner, S. C. . Icarus. 2009, 201 (1): 44–68. doi:10.1016/j.icarus.2008.12.019.
8. ↑  Bibring, J.-P.; Langevin, Y.; Mustard, J. F.; Poulet, F.; Arvidson, R.; Gendrin, A.; Gondet, B.; Mangold, N.; Pinet, P.; Forget, F.; Berthe, M.; Bibring, J.-P.; Gendrin, A.; Gomez, C.; Gondet, B.; Jouglet, D.; Poulet, F.; Soufflot, A.; Vincendon, M.; Combes, M.; Drossart, P.; Encrenaz, T.; Fouchet, T.; Merchiorri, R.; Belluci, G.; Altieri, F.; Formisano, V.; Capaccioni, F.; Cerroni, P.; Coradini, A.; Fonti, S.; Korablev, O.; Kottsov, V.; Ignatiev, N.; Moroz, V.; Titov, D.; Zasova, L.; Loiseau, D.; Mangold, N.; Pinet, P.; Doute, S.; Schmitt, B.; Sotin, C.; Hauber, E.; Hoffmann, H.; Jaumann, R.; Keller, U.; Arvidson, R.; Mustard, J. F.; Duxbury, T.; Forget, F.; Neukum, G. . Science. 2006, 312 (5772): 400–404. PMID 16627738. doi:10.1126/science.1122659 .
9. ↑  Head, J.W.; Wilson, L. (2011). The Noachian-Hesperian Transition on Mars: Geological Evidence for a Punctuated Phase of Global Volcanism as a Key Driver in Climate and Atmospheric Evolution. 42nd Lunar and Planetary Science Conference (2011), Abstract #1214. http://www.lpi.usra.edu/meetings/lpsc2011/pdf/1214.pdf （页面存档备份，存于）.
10. 1 2  Barlow, N. G. . Geological Society of America Bulletin. 2010, 122 (5–6): 644–657. doi:10.1130/B30182.1.
11. ↑  Clifford, S. M. . Journal of Geophysical Research. 1993, 98 (E6): 10973–11016. doi:10.1029/93JE00225.
12. 1 2 3  Scott, D.H.; Carr, M.H. (1978). Geologic Map of Mars. U.S. Geological Survey Miscellaneous  Investigations Series Map I-1083.
13. ↑  Strom, R.G.; Croft, S.K.; Barlow, N.G. (1992) The Martian Impact Cratering Record in Mars, H.H. Kieffer et al., Eds.; University of Arizona Press: Tucson, AZ, pp. 383–423.
14. ↑  Scott, D.H.; Tanaka, K.L. (1986). Geologic Map of the Western Equatorial Region of Mars. U.S. Geological Survey Miscellaneous Investigations Series Map I–1802–A.
15. 1 2  Greeley, R.; Guest, J.E. (1987). Geologic Map of the Eastern Equatorial Region of Mars. U.S. Geological Survey Miscellaneous Investigations Series Map I–1802–B.
16. ↑  McCord, T.M. et al. (1980). Definition and Characterization of Mars Global Surface Units: Preliminary Unit Maps. 11th Lunar and Planetary Science Conference: Houston: TX, abstract #1249, pp. 697–699.  http://www.lpi.usra.edu/meetings/lpsc1980/pdf/1249.pdf （页面存档备份，存于）.
17. ↑  Greeley, R. (1994) Planetary Landscapes, 2nd ed.; Chapman & Hall: New York, p. 8 and Fig. 1.6.
18. ↑  See Mutch, T.A. (1970). Geology of the Moon: A Stratigraphic View; Princeton University Press: Princeton, NJ, 324 pp. and Wilhelms, D.E. (1987). The Geologic History of the Moon, USGS Professional Paper 1348; http://ser.sese.asu.edu/GHM/ （页面存档备份，存于） for reviews of this topic.
19. ↑  Wilhelms, D.E. (1990). Geologic Mapping in Planetary Mapping, R. Greeley, R.M. Batson, Eds.; Cambridge University Press: Cambridge UK, p. 214.
20. ↑  Tanaka, K.L.; Scott, D.H.; Greeley, R. (1992). Global Stratigraphy in Mars, H.H. Kieffer et al., Eds.; University of Arizona Press: Tucson, AZ, pp. 345–382.
21. 1 2  Nimmo, F.; Tanaka, K. . Annu. Rev. Earth Planet. Sci. 2005, 33: 133–161. Bibcode:2005AREPS..33..133N. doi:10.1146/annurev.earth.33.092203.122637.
22. ↑  国际地层委员会.  (PDF).   [2009-09-25].
23. 1 2  Eicher, D.L.; McAlester, A.L. (1980). History of the Earth; Prentice-Hall: Englewood Cliffs, NJ, pp 143–146, ISBN 0-13-390047-9.
24. ↑  Masson, P.; Carr, M.H.; Costard, F.; Greeley, R.; Hauber, E.; Jaumann, R. . Space Science Reviews. Space Sciences Series of ISSI. 2001, 96: 333–364. ISBN 978-90-481-5725-9. doi:10.1007/978-94-017-1035-0_12.
25. ↑  Tanaka, K.L.; Skinner, J.A.; Hare, T.M. (2005). Geologic Map of the Northern Plains of Mars. Scientific Investigations Map 2888, Pamphlet; U.S. Geological Survey.
26. ↑  The Vastitas Borealis Formation is used here to include the Lower Amazonian Scandia, Vastitas Borealis interior, and Vastitas Borealis marginal units of Tanaka et al. (2005).
27. ↑  Catling, D.C.; Leovy, C.B.; Wood, S.E.; Day, M.D. (2011). A Lava Sea in the Northern Plains of Mars: Circumpolar Hesperian Oceans Reconsidered. 42nd Lunar and Planetary Science Conference, Abstract #2529. http://www.lpi.usra.edu/meetings/lpsc2011/pdf/2529.pdf （页面存档备份，存于）.
28. ↑  Masson, P. L. . Space Science Reviews. 1991, 56 (1–2): 9–12. doi:10.1007/BF00178385.
29. ↑  Tanaka, K.L. (2001). The Stratigraphy of Mars: What We Know, Don't Know, and Need to Do. 32nd Lunar and Planetary Science Conference, Abstract #1695. http://www.lpi.usra.edu/meetings/lpsc2001/pdf/1695.pdf （页面存档备份，存于）.
30. ↑  Carr, 2006, p. 41.
31. ↑  Carr, 2006, p. 15.
32. ↑  Carr, 2006, p. 23.
33. ↑  Fassett, C. I.; Head, J. W. . Icarus. 2011, 211 (2): 1204–1214. doi:10.1016/j.icarus.2010.11.014.